# Encourage Films
Encourage Films Co., Ltd. (株式会社エンカレッジフィルムズ, Kabushiki gaisha Enkarejjifirumuzu) est un studio d'animation japonaise situé à Nerima dans la préfecture de Tokyo, au Japon, fondé en août 2008.

## Histoire
Le studio a été fondé le 5 août 2008 par le producteur de Gonzo Tōyō Ikeda (ja) et le réalisateur Fumitoshi Oizaki (ja). Leur première production est la série d'ONA Ontama! (ja) diffusée en 2009.
À la suite du décès de Tōyō Ikeda en 2013, Fumitoshi Ozaki est devenu le président-directeur général.

## Productions

### Séries télévisées
| Année | Titre                            | Dates de 1re diffusion | Dates de 1re diffusion | Nb. éps. | Notes                                                                                |
| Année | Titre                            | Début                  | Fin                    | Nb. éps. | Notes                                                                                |
| ----- | -------------------------------- | ---------------------- | ---------------------- | -------- | ------------------------------------------------------------------------------------ |
| 2012  | Senki zesshō Symphogear          | 6 janvier 2012         | 30 mars 2012           | 13       | Projet original coproduit avec Satelight.                                            |
| 2015  | Etotama                          | 9 avril 2015           | 25 juin 2015           | 12       | Projet original coproduit avec Shirogumi.                                            |
| 2017  | Love kome: We Love Rice (ja)     | 5 avril 2017           | 21 juin 2017           | 12       | Projet original.                                                                     |
| 2017  | Hitorijime My Hero               | 8 juillet 2017         | 23 septembre 2017      | 12       | Basée sur la série de yaoi manga de Memeco Arii.                                     |
| 2017  | Love kome: We Love Rice 2 (ja)   | 6 octobre 2017         | 29 décembre 2017       | 12       | Seconde saison du projet.                                                            |
| 2018  | Merc Storia (ja)                 | 11 octobre 2018        | 27 décembre 2018       | 12       | Basée sur le jeu mobile développé et édité par Happy Elements.                       |
| 2019  | Isekai Cheat Magician            | 10 juillet 2019        | 25 septembre 2019      | 12       | Basée sur la série de light novel écrite par Takeru Uchida et illustrée par Nardack. |
| 2020  | Gochūmon wa usagi desu ka? Bloom | 10 octobre 2020        | 26 décembre 2020       | 12       | Troisième saison de Gochūmon wa usagi desu ka? (Is the order a rabbit ?).            |

### OAV
| Année | Titre                                    | Date(s) de sortie              | Notes                          |
| ----- | ---------------------------------------- | ------------------------------ | ------------------------------ |
| 2014  | Zetsumetsu kigu shōjo Amazing Twins (ja) | 26 février 2014 - 25 juin 2014 | Projet original de 2 épisodes. |

### ONA
| Année | Titre                 | Date(s) de sortie | Date(s) de sortie | Notes                                                                                               |
| Année | Titre                 | Début             | Fin               | Notes                                                                                               |
| ----- | --------------------- | ----------------- | ----------------- | --------------------------------------------------------------------------------------------------- |
| 2009  | Ontama! (ja)          | 7 août 2009       | 6 novembre 2009   | Basée sur la série de manga écrite par Noboru Maeda et dessinée par Dan Yoshii.                     |
| 2013  | Miyakawa-ke no kūfuku | 29 avril 2013     | 1er juillet 2013  | Basée sur la série de manga de Kagami Yoshimizu (ja) dérivée de Lucky Star ; coproduite avec Ordet. |
| 2016  | Girlfriend (♪) (ja)   | 14 octobre 2016   | 21 octobre 2016   | Basée sur le jeu mobile.                                                                            |